# Léon Bernard
Pour les articles homonymes, voir Bernard.
|  |

Léon-Constant-Jean Bernard est un acteur français né le 26 février 1877 dans le 1er arrondissement de Paris et mort le 20 novembre 1935 dans le 5e arrondissement de la même ville.

## Biographie
Après des débuts dans des théâtres de quartier, il participe à la création de Madame Sans-Gêne de Victorien Sardou et Émile Moreau le 27 octobre 1893 au théâtre du Vaudeville (rôle de Raynouard). Il rejoint ensuite la troupe du Théâtre-Libre d'André Antoine sous la direction duquel il joue entre autres Le Roi Lear de Shakespeare, Les Avariés d'Eugène Brieux, Les Revenants d'Henrik Ibsen et La Puissance des ténèbres de Léon Tolstoï au théâtre Antoine puis Jules César de Shakespeare, Ramuntcho de Pierre Loti, Beethoven de René Fauchois ou encore La Maison des juges de Gaston Leroux à l'Odéon dont Antoine prend la direction en 1906.
Il fait ses débuts à la Comédie-Française en 1910 dans Les Romanesques d'Edmond Rostand. Il est nommé 354e sociétaire en 1914 puis entre au comité de lecture le 16 février 1925. Il devient la même année professeur de déclamation au Conservatoire de Paris (où il n'avait pas été accepté en tant qu'élève).
Nommé officier dans l'ordre de la Légion d'honneur en 1934, il était aussi président de l'Association des artistes dramatiques et de la maison de retraite de Couilly-Pont-aux-Dames.
Il meurt de septicémie à la suite d'un panaris le 20 novembre 1935 et est inhumé au cimetière du Montparnasse (division 9).

## Théâtre

### Hors Comédie-Française
- 1893 : Madame Sans-Gêne de Victorien Sardou et Émile Moreau, théâtre du Vaudeville : Raynouard
- 1904 : Le Roi Lear de William Shakespeare, mise en scène André Antoine, théâtre Antoine : le roi de France
- 1905 : Les Avariés d'Eugène Brieux, mise en scène André Antoine, théâtre Antoine : l'avarié
- 1905 : Scarron de Catulle Mendès, mise en scène Jean Coquelin, théâtre de la Gaîté
- 1905 : Vers l'amour de Léon Gandillot, mise en scène André Antoine, théâtre Antoine : Noël Bonnet
- 1906 : La Thune de Georges Fragerolle, mise en scène André Antoine, théâtre Antoine : le poète
- 1906 : Une vieille renommée d'Alfred Athis, mise en scène André Antoine, théâtre Antoine : Oscar
- 1906 : La Préférée de Lucien Descaves, théâtre de l'Odéon : Edmond Herbelot
- 1906 : Jules César de William Shakespeare, théâtre de l'Odéon : Casca, Trebonius
- 1907 : La Maison des juges de Gaston Leroux, théâtre de l'Odéon : le conseiller Lambert
- 1907 : La Faute de l'abbé Mouret d'Alfred Bruneau d'après Émile Zola, théâtre de l'Odéon : Bambousse
- 1907 : La Française d'Eugène Brieux, théâtre de l'Odéon : Roquelot
- 1907 : Les Plumes du paon d'Alexandre Bisson et Julien Berr de Turique, théâtre de l'Odéon : Trickmann
- 1908 : Ramuntcho de Pierre Loti, théâtre de l'Odéon : Itchoua
- 1908 : L'Alibi de Gabriel Trarieux, théâtre de l'Odéon : l'ordonnance
- 1908 : Le Cœur et la dot de Sébastien Mallefille, mise en scène André Antoine, théâtre de l'Odéon : Maître Chavarot
- 1908 : Parmi les pierres de Hermann Sudermann, théâtre de l'Odéon : Struwe
- 1908 : Le Poussin d'Edmond Guiraud, théâtre de l'Odéon : Jean Lafeuillade
- 1909 : La Tragédie royale de Saint-Georges de Bouhélier, théâtre de l'Odéon : Polydore
- 1909 : Beethoven de René Fauchois, mise en scène André Antoine, théâtre de l'Odéon : Nicolas
- 1909 : La Bigote de Jules Renard, théâtre de l'Odéon : M. Lepic
- 1910 : Antar de Chekri Ibn Ibrahim Ganem, théâtre de l'Odéon : Cheyboub
- 1910 : Mademoiselle Molière de Louis Leloir et Gabriel Nigond, théâtre de l'Odéon : La Fontaine
- 1912 : En garde ! d'Alfred Capus et Pierre Veber, théâtre de la Renaissance : M. Bigasse
- 1912 : Faust de Johann Wolfgang von Goethe, mise en scène André Antoine, théâtre de l'Odéon : deuxième paysan
- 1924 : Le Singe qui parle de René Fauchois, mise en scène René Rocher, Comédie-Caumartin : In-vino
- 1933 : Deux couverts de Sacha Guitry, Théâtre National Populaire : Pelletier

### Comédie-Française
Entré en 1910
Nommé 354e sociétaire en 1914
- 1910 : Les Marionnettes de Pierre Wolff : Nizerolles
- 1911 : La Comtesse d'Escarbagnas de Molière : Harpin
- 1911 : Le Goût du vice de Henri Lavedan, théâtre de l'Odéon : Tréguier
- 1911 : Primerose de Gaston Arman de Caillavet et Robert de Flers : le comte de Plelan
- 1912 : Le Ménage de Molière de Maurice Donnay : Chapelle
- 1912 : Poil de carotte de Jules Renard : M. Lepic
- 1912 : Bagatelle de Paul Hervieu : Vureuil
- 1914 : Georgette Lemeunier de Maurice Donnay : Journay
- 1914 : Le Prince charmant de Tristan Bernard : l'oncle Arthur
- 1915 : Le Mariage de Figaro de Beaumarchais : Bazile
- 1916 : L'Avare de Molière : Maître Jacques
- 1916 : On ne badine pas avec l'amour d'Alfred de Musset, mise en scène Louise Lara : Maître Blazius
- 1916 : George Dandin de Molière : Dandin
- 1917 : Dom Juan ou le Festin de pierre de Molière : M. Dimanche
- 1917 : Les Noces d'argent de Paul Géraldy : M. Hamelin
- 1919 : Les Plaideurs de Jean Racine : Chicaneau
- 1919 : Les Sœurs d'amour de Henry Bataille : M. Bocquet
- 1919 : Le Voile déchiré de Pierre Wolff : Jacques Fortier
- 1920 : Paraître de Maurice Donnay : le baron
- 1920 : Les Deux Écoles d'Alfred Capus
- 1921 : La Robe rouge d'Eugène Brieux : Mouzon
- 1921 : Les Fâcheux de Molière : Alcippe
- 1921 : Monsieur de Pourceaugnac de Molière : M. de Pourceaugnac
- 1922 : L'École des femmes de Molière : Arnolphe
- 1922 : L'Abbé Constantin d'Hector Crémieux et Pierre Decourcelle d'après Ludovic Halévy : l'abbé Constantin
- 1922 : L'Ivresse du sage de François de Curel, mise en scène Marie-Thérèse Piérat : Paul Sautereau
- 1923 : Le Carnaval des enfants de Saint-Georges de Bouhélier : l'oncle Anthime
- 1923 : La Veille du bonheur de François de Nion et Georges de Buysieulx : Paul Huguin-Senonges
- 1923 : Jean de La Fontaine de Louis Geandreau et Léon Guillot de Saix : Jean de La Fontaine
- 1924 : L'École des femmes de Molière : Arnolphe
- 1924 : Le Tombeau sous l'Arc de Triomphe de Paul Raynal : le Vieux
- 1924 : Je suis trop grand pour moi de Jean Sarment : Virgile Egrillard
- 1925 : Le Bourgeois gentilhomme de Molière : M Jourdain
- 1925 : Les Corbeaux de Henry Becque : Teissier
- 1925 : L'École des quinquagénaires de Tristan Bernard : Jacques
- 1926 : Le Secret de Polichinelle de Pierre Wolff, mise en scène Charles Granval : M. Jouvenel
- 1926 : Le Pèlerin de Charles Vildrac : Édouard Desavesnes
- 1926 : Les Compères du roi Louis de Paul Fort : Guillaume Bische
- 1927 : La Torche sous le boisseau de Gabriele D'Annunzio : Tibaldo de Sangro
- 1928 : Turcaret ou le Financier d'Alain-René Lesage, mise en scène Émile Fabre : Turcaret
- 1928 : Les Noces d'argent de Paul Géraldy : M. Hamelin
- 1930 : Les Romanesques d'Edmond Rostand : Bergamin
- 1931 : Le Sang de Danton de Saint-Georges de Bouhélier : Danton
- 1932 : Baisers perdus d'André Birabeau : Étienne Cogolin
- 1933 : La Tragédie de Coriolan de William Shakespeare, mise en scène Émile Fabre : Menenius Agrippa

## Filmographie partielle
- 1912 : Les Surprises du divorce de Georges Monca
- 1912 : Les Mystères de Paris d'Albert Capellani
- 1912 : La Poupée tyrolienne (ou Le Fabricant d'automates) de Georges Denola
- 1913 : La Closerie des genêts  d'Adrien Caillard
- 1915 : L'Auréole de la gloire  de Georges Monca
- 1915 : Le Malheur qui passe de Georges Monca
- 1917 : Le Balcon de la mort de Gaston Leprieur.
- 1917 : Le Coupable d'André Antoine.
- 1933 : Le gendre de Monsieur Poirier Marcel Pagnol.
- 1935 : Deux couverts de Léonce Perret - court métrage -

## Publication
- En collaboration avec Pierre Varenne, Pierre Dumont, Éditions Durand-Ruel, 1928.